# Мичурино (Тимирязевский район)
Мичурино (каз. Мичурино) — село в Тимирязевском районе Северо-Казахстанской области Казахстана. Административный центр и единственный населённый пункт Мичуринского сельского округа. Код КАТО — 596249100.

## История
Указом ПВС Казахской ССР от 16.08.1971 года посёлку центральной усадьбы совхоза «Мичуринский» присвоено наименование село Мичурино.

## Население
В 1999 году население села составляло 725 человек (344 мужчины и 381 женщина). По данным переписи 2009 года, в селе проживало 541 человек (263 мужчины и 278 женщин).